# Корпоративная стратегия
Корпоративная стратегия — это общий план управления компанией (фирмой), который направлен на нахождение способов и методов утверждения диверсифицированной компанией своих деловых принципов в различных отраслях, а также действий и подходов, способствующих улучшению деятельности групп предприятий, в которые диверсифицировалась компания.
Разработка корпоративной стратегии определяется следующими действиями:
- действия по достижению диверсификации;
- шаги по оптимизации общих показателей работы в тех отраслях, где уже действует фирма;
- нахождение путей получения синергетического эффекта среди родственных хозяйственных подразделений и превращение его в конкурентное преимущество;
- создание инвестиционных приоритетов и мобилизация ресурсов корпораций в наиболее перспективные области.

Корпоративная стратегия создается руководителями высшего звена — топ-менеджерами. При этом они несут основную ответственность за анализ сообщений и рекомендаций, поступающих от руководителей более низкого звена менеджмента. Руководители ключевых производств также могут принимать участие в разработке стратегии компании, особенно если это касается возглавляемого ими производства.